# Lasioglossum sexnotatulum
Lasioglossum sexnotatulum là một loài Hymenoptera trong họ Halictidae. Loài này được Nylander mô tả khoa học năm 1852.